# كالفين إس. هال
كالفين إس. هال (بالإنجليزية: Calvin S. Hall)‏ هو عالم نفس أمريكي، ولد في 18 يناير 1909 في سياتل في الولايات المتحدة، وتوفي في 4 أبريل 1985 في سانتا كروز في الولايات المتحدة.